# 24154 Айонсен
24154 Айонсен (24154 Ayonsen) — астероїд головного поясу, відкритий 15 листопада 1999 року.
Тіссеранів параметр щодо Юпітера — 3,506.